# Kust- en zeeweerbericht
De Kust- en zeeweerberichten van het KMI melden de toestand van het weerbeeld, wind, golven en windrichting op de huidige dag en nacht.
Zo kan men per dag en op elk uur van de dag, via google de efemeriden en kust- en zeeweerberichten opvragen, en de weersverwachtingen bezien. Deze informatie is geschikt voor bijvoorbeeld de scheepvaart, visserij, pleziervaart, surfers, zeevissers, et cetera.

## Voorbeeld verwachting van zondag 28 januari om 22 u
Deze nacht is het zwaarbewolkt en het blijft meestal droog. Het koelt nauwelijks af, de minima liggen rond 7 tot 8 graden. De wind waait matig uit westnoordwest. Ook morgen hangt er veel bewolking. Na de middag is het meestal droog en is een plaatselijke opklaring niet uitgesloten. Het blijft zeer zacht met maxima rond 10 graden.
Er staat een matige wind uit noordwest en later uit noordnoordwest.

## Voorbeeld van de weersituatie van28 januari2007
Wind (tot 4 km in zee)
Windkracht 5 tot 6 later 4 uit [west tot noordwest.
Golven (tot 4 km in zee)
Golven tussen 1 en 1,5 m.
Wind (vanaf 4 km in zee)
Windkracht 6 tot 7 later 5 uit west tot noordwest.
Golven (vanaf 4 km in zee)
Golven van 2 m tot 2,5 m.